# Okręg wyborczy Bethnal Green and Bow
Okręg wyborczy Bethnal Green and Bow istniejący w latach 1974–1983 i ponownie utworzony w roku 1997. Znajduje się w północnej części londyńskiej dzielnicy Tower Hamlets. Okręg wysyła do brytyjskiej Izby Gmin jednego deputowanego.

## Deputowani do Izby Gmin z okręgu Bethnal Green and Bow
| Wybory | Deputowany                                        | Partia                                            |
| ------ | ------------------------------------------------- | ------------------------------------------------- |
| 1974   | Ian Mikardo                                       | Partia Pracy-Co-operative Party                   |
| 1983   | okręg zniesiony - patrz Bethnal Green and Stepney | okręg zniesiony - patrz Bethnal Green and Stepney |
| 1997   | Oona King                                         | Partia Pracy                                      |
| 2005   | George Galloway                                   | Respect                                           |
| 2010   | Rushanara Ali                                     | Partia Pracy                                      |